# Lirainosaurus
Lirainosaurus astibiae
Genre
Espèce
Lirainosaurus est un genre de dinosaures du Crétacé supérieur. C'était un sauropode titanosauridae qui vivait dans ce qui est maintenant l'Espagne. L'espèce type, unique représentant de ce genre, Lirainosaurus astibiae, a été décrite par Sanz, Powell, Le Loeuff, Martinez, et Pereda-Suberbiola en 1999.

## Publication originale
- (es) José Luis Sanz, Jaime E. Powell, Jean Le Lœuff, Rubén Martinez et Xabier Pereda-Suberbiola, « Sauropod remains from the Upper Cretaceous of Lano (Northcentral Spain). Titanosaur phylogenetic relationships », Estudios del Museo de Ciencias Naturales de Alava, vol. 14, no 1,‎ 1999, p. 235-255 (ISSN 0214-915X, lire en ligne).